# Кюне, Рита
Рита Кюне (нем. Rita Kühne; род. 5 января 1947) — немецкая легкоатлетка, которая специализировалась в беге на короткие дистанции.

## Биография
Выступала за сборную ГДР.
Олимпийская чемпионка в эстафете 4×400 метров (1972).
Чемпионка Европы в эстафете 4×400 метров (1971).
Двукратная победительница Кубков Европы в эстафете 4×400 метров (1973, 1975).
Эксрекордсменка мира в эстафете 4×400 метров (соавтор трех ратифицированных рекордов).
По образованию — креслярка в машиностроении.